# Gabrielle Drake
Gabrielle Drake (Lahore, 30 de março de 1944) é uma atriz britânica nascida no Paquistão, mais conhecida por sua atuação na série UFO, produzida entre 1970 e 1971.

## Filmografia
- Heartbeat.... Lady Lonsdale (2006)
- The Inspector Lynley Mysteries.... Lady Asherton
- Peak Practice.... Viv Wilson (2000)
- Playing God (2000).... Viv Wilson
- Medics.... Dr. Diana Hardy
- The Steal (1995).... Anther
- Mr. H Is Late (1988) (TV).... Miss H
- Ffizz(1987).... Mrs. Gosling
- Crossroads (1964).... Nicola Freeman
- The Importance of Being Earnest (1985) (TV).... Gwendolen Fairfax
- Never the Twain.... Caroline Montague (1984)
- Love's Neighbours' Lost (1984).... Caroline Montague
- Words and Music (1984).... Caroline Montague
- Number 10.... Harriet Arbuthnot (1983)
- Kelly Monteith.... Mrs. Monteith (1979-1980)
- All About a Prima Ballerina (1980).... Barbara
- The Professionals.... Julia (1978)
- Cross Now (1977) (TV).... Angela Ponsford
- The New Avengers.... Penny (1977)
- The Upchat Line (1977) TV séries
- Thriller.... Tracy (1976)
- Wodehouse Playhouse.... Aurelia Cammarleigh (1976)
- Red (1976).... Troubador
- The Brothers.... Jill Hammond (1972-1974)
- Village Hall (1974)
- The Two Ronnies (1973)
- 1973 Christmas Special (1973)
- UFO.... Lt. Gay Ellis /… (1970-1971)
- The Adventurer.... Marian (1973)
- Commuter Husbands (1973).... Carol Appleby
- Au Pair Girls (1972).... Randi Lindstrom
- Villains.... Tina (1972)
- Man at the Top.... Fiona (1971)
- Suburban Wives (1971)
- There's a Girl in My Soup (1970).... Julia Halforde-Smythe
- Special Branch.... Karolina (1970)
- Connecting Rooms (1970).... Jean
- Crossplot (1969).... Celia
- Virgin of the Secret Service.... Countess Kolinsky (1968)
- A Man of our Times.... Penny (1968)
- Coronation Street (1960) (série de TV).... Inga Olsen (1967)
- Haunted.... Virginia Land (1967)
- The Man Outside (1967).... BEA Girl
- The Avengers.... Angora (1967)